# Музей памяти Сибири
Музей памяти Сибири — общенациональный повествовательный музей, представляющий историю польского присутствия в Сибири с XVIII века, царские депортации поляков в глубь России, а также советские репрессии и преступления, в том числе депортации в Сибирь и Казахстан. Он был основан 1 января 2017 года как учреждение культуры местного самоуправления города Белостока . Первым директором музея стал профессор Войцех Слешиньски. Учреждение на улице Венглова 1, вместе с постоянной экспозицией начало работу 17 сентября 2021 года.

## Идея
Первые концепции увековечивания опыта польских сибиряков в форме музея родились в межвоенный период. Эти попытки были прерваны началом войны, после чего тема была заброшена как политически «неуместная» .
Белосток — единственный крупный город, оккупированный Советским Союзом в результате агрессии в сентябре 1939 года, расположенный в нынешних границах Польши. Каждый пятый житель этого города в результате четырех массовых депортаций в 1940–1941 годах оказался в Сибири или Казахстане  . Поэтому идея создания центра изучения бывших восточных территорий Республики Польши и памяти о травмах сибирского изгнания возродилась в начале 1990-х годов в Белостоке  . В это же время, в составе Польского исторического общества в Белостоке была создана Секция истории северо-восточных территорий Республики Польша. После 2000 года Белостокское отделение Института национальной памяти предприняло попытку всесторонне задокументировать депортации. Многонаправленное исследование также проводилось в рамках научной работы на кафедре истории Белостокского университета. В 1998 году при Церкви Святого Духа (Белосток) был создан мемориальный зал, посвященный трагедии депортированных в Сибирь людей.

## Название
Название Музей памяти Сибири относится к историческому, а не к географическому понятию. Слово «Сибирь», вероятно, происходит от названия татарского городища на Иртыше (около современного Тобольска), называемого Искер или Сибирь. По другой версии, оно происходит от тунгусского сибур или монгольского шибер, означающего заболоченные места  . Слово «Сибирь» относится к травмирующему историческому опыту поляков  и других народов, связанных с царскими депортациями , советскими депортациями , трудовыми лагерями  . Поэтому в нем также говорится о судьбах людей, оказавшихся в европейской части России (западнее Урала) или в Казахстане  . Слово «память» в названии музея указывает на миссию учреждения, заключающуюся в сохранении преемственности памяти о польском опыте Сибири .

## История
В 2010 году городские власти Белостока выделили участок площадью два гектара от комплекса довоенных  складов для строительства будущего Музея памяти Сибири  . В Музее Войска в Белостоке в то время был создан Отдел исследования депортации. В 2012 году коллектив под руководством архитектора Яна Кабаца разработал проектную документацию на строительство нового музея, а в 2014 году был проведен конкурс на подготовку сценария и обустройство постоянной экспозиции, Бельгийская компания TEMPORA SA выиграла его. 18 апреля 2018 года был заключен договор на основной этап строительства здания Музея. 19 июня 2019 года Deko-Bau Sp. z o. o. выиграла конкурс на строительство постоянной экспозиции. 9 декабря 2019 г. состоялась официальная передача мэром Белостока Тадеушем Трусколаским ключей от нового помещения Музея на улице Венглова, 1 директору профессору Войцеху Слешиньскому.
30 апреля 2021 г. завершена реализация проекта «Реализация постоянной экспозиции и закупка оборудования для Музея памяти Сибири» (в рамках приоритетного направления VIII «Охрана культурного наследия и развитие культурных ресурсов» Оперативной программы по инфраструктуре и окружающей среде 2014-2020 г., для которого посредническим органом было Министерство культуры, национального наследия и спорта) на общую сумму почти 13 миллионов злотых. Европейский фонд регионального развития софинансировал проект на сумму 6 783 630,07 злотых. Остальные расходы были покрыты из бюджета города Белостока.
Музей был открыт 17 сентября 2021 года, в годовщину советской агрессии против Польши. В торжествах приняли участие, в том числе, Президенты Республики Польши Анджей Дуда и Бронислав Коморовски, премьер-министр Матеуш Моравецки и министр культуры, национального наследия и спорта профессор Петр Глински. Среди почетных гостей была дочь Густава Херлинга-Грудзинского, д-р Марта Грудзиньска. На церемонию прибыли сибиряки со всей Польши .

## Мероприятия
Музей памяти Сибири, помимо выставочной деятельности, ведет научные исследования по широкому кругу тематик. Собирает и подготавливает информацию, касающуюся как довоенных польских Кресов , так и многовекового присутствия поляков в Сибири (в том числе поселившихся там добровольно) , начиная с XVII века, царских ссылок и советских депортации. Научные сотрудники музея собирают, записывают, обрабатывают сведения о сибиряках и их потомках, бережно относятся к предметам, источникам и внимательно изучают их.
Представители Музея памяти Сибири принимают участие в заседаниях Сибирской комиссии Комитета по истории науки и техники Польской академии наук.
На базе Музея существует Научно-исследовательский институт им. Президента Северина Новаковского, который начал работу 16 сентября 2021 г. Целью Института является исследование и популяризация знаний об истории изгнания и депортации польских граждан в глубь России и республик Советского Союза, а также проведение открытых дискуссий и диалога между народами Восточной Европы.
Музей памяти Сибири ведет издательскую деятельность. Издает двуязычный (польско-английский), богато иллюстрированный научно-популярный издания  и серию журналов «Сибирь», представляющую историю польских восточных окраин  и Сибирь. Среди публикаций особенно заметное место занимают мемуары сибиряков  . Они публикуются в различных формах, включая комиксы  .
Музей издает два журнала: научно-популярный «Сибир» и научный «Бюллетень истории пограничья»  (совместно с Польским историческим обществом).
Музей организует регулярные мероприятия. 10 февраля перед музеем организуется Огонь памяти, в рамках которого вспоминают жертв советских депортаций, начавшихся 10 февраля 1940 года. В этот же день проводится «Забег памяти Сибири» — мероприятие, сочетающее спорт с памятью о жертвах переселения  . 17 сентября, в годовщину советской агрессии против Польши, через Белосток проезжает велосипедный Пелотон памяти  . «Направление музей» представляет собой цикл диспутов и лекций по современной музеологии  .
В рамках своей деятельности Музей памяти Сибири осуществляет образовательную программу – экскурсии по основной экспозиции, уроки истории, мастер-классы и тематические встречи, охватывающие несколько столетий истории как Восточного окраины, так и присутствия поляков в Сибири, впечатления, составляющие концепцию Сибири. Организуются диспуты, лекции, кинопоказы, встречи с учеными и свидетелями истории  . В рамках выставочной деятельности Музей памяти Сибири представляет художественные инсталляции, популяризирующие историю в различных польских городах .

## Основное здание
Музей памяти Сибири был создан на месте бывших военных складов на улице Венгловой, в районе, известном как Венгловка, в Белостоке. Местом расположения Музея был выбран ближайший к улице Васильковской склад № 5. Место было выбрано не случайно, так как эшелоны депортированных в Сибирь и Казахстан в 1940–1941 годах отправлялись с близлежащего Полесского вокзала (ныне Фабричный ), а жертвы загружались в вагоны на железнодорожном тупике, примыкающем к складу № 5 .
Земельный участок, на котором рассположенный Музей памяти Сибири, занимает 1,583 га. Площадь здания составляет 3705,15 кв.м.
Здание общей полезной площадью 5 458 кв. м спроектировано архитектором из Белостока Яном Кабацом. Он сочетает в себе историческую сущность и современный дизайн. Военный склад в 30-х годов, XX века был преобразован в место постоянной экспозиции. В примыкающем к нему здании размещается администрация музея, гардероб и санузлы, а также конференц-зал на 120 мест и ресторан. На цокольном этаже расположены музейные склады, современная консервационная мастерская и технические помещения.
Между двумя блоками зданий, вдоль складского пандуса, проходят пути, проникающие вглубь здания. Внутри него на путях стоит самый крупный экспонат Музея — русский товарный вагон .

## Награды
Музей памяти Сибири признан лучшей муниципальной инвестицией 2020 года. За строительство здания Музея памяти Сибири компания BUDIMEX SA получила специальную награду в 26-м конкурсе «Строительство года 2019/2020» в Северо-Восточном регионе.

## Постоянная экспозиция
Постоянная экспозиция Музея памяти Сибири расположена на двух этажах исторического военного склада. Выставка была разработана бельгийской студией Tempora SA. На выставке площадью 1000 квадратных метров, представлена, среди прочего, жизнь в довоенной окраине, присутствие поляков в Сибири, специфика советской оккупации, депортации вглубь Советского Союза и реалии жизни в Сибири и Казахстане, куда их депортировали и отправляли на работы в лагеря. Выставка использует мультимедийные средства, но опирается на аутентичные экспонаты, большинство из которых являются памятными вещами ссыльных и депортированных, многие из которых переданы в дар музею непосредственно самими сибиряками или их потомками. Важным элементом выставки являются рассказы и воспоминания депортированных и их личные истории .
На каждом уровне экспозиции одновременно может находиться 280 человек (по 190 на этаж). Из-за ограничений covid это количество было ограничено до 200 (100 человек на этаж).
В подвале здания находится Мемориальный комплекс «Катынь» — помещение площадью почти 250 квадратных метров, посвященное жертвам Катынского расстрела. Их судьба связана с Сибирью — в рамках третьей депортации вглубь Советского Союза были вывезены семьи убитых офицеров .

## Доступность
Музей доступен для людей с особыми потребностями. В кассах и на постоянной экспозиции установлены индукционные петли, позволяющие принимать звуки непосредственно в слуховые аппараты и импланты.
Для слабовидящих людей перед экспозицией размещен трехмерный макет выставки, а на выставке представлены копии избранных экспонатов, напечатанные по технологии 3D, и описания, напечатанные шрифтом Брайля. Музей также предлагает аудиогид с описанием.
В ответ на потребности высокочувствительных людей и людей с аутизмом была подготовлена тихая комната, где люди, которые в ней нуждаются, могут успокоиться и отдохнуть.
Музей предоставляет для посетителей инвалидные коляски и ходунками .